# 뉴에이지

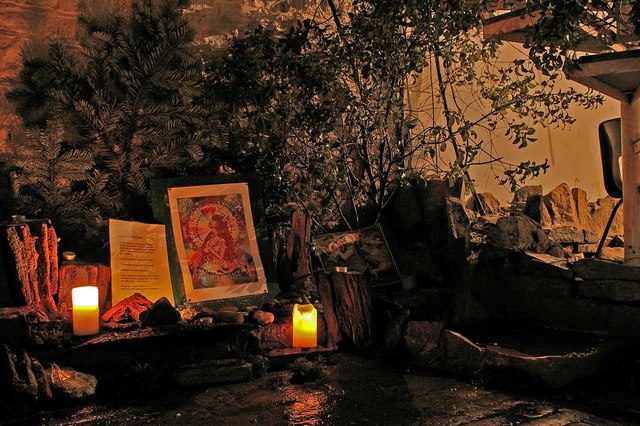
영국 글래스턴베리에 있는 뉴에이지 제단

뉴에이지(New Age)는 20세기말엽 나타난 새로운 시대적 가치를 추구하는 영적인 운동, 사회활동, 문화활동, 뉴에이지 음악 등을 종합해서 부르는 단어다.
기존 사회, 문화, 종교에서 영적 공허를 느낀 사람들이 이를 탈피하려는 움직임에서 전개하기 시작했다. 이들은 인간 의식을 확장하고 내적 능력을 개발해 신비적인 우주 차원 도달에 관심 있으며 신비주의 종교 영역과도 관계가 있다.
뉴에이지란 이름으로 서로 단합된 활동을 하지는 않기 때문에 정확히 어떤 사람들이 무엇을 하는지 정의하기 힘들다. 뉴에이지 운동의 공통점을 찾기는 어렵만, 대부분이 갖는 속성이라면, 각자 수련을 한다는 점이다. 범신론적이며, 영적 각성을 추구하는 경향이 있으며 문화 상점, 마음이 맞는 사람들끼리 작은 모임을 통해 만나기도 한다. 뉴에이지 문화와 밀접한 관계를 갖고 있다.

## 같이 보기
- 뉴에이지 음악
- 범신론
- 영지주의
- 신비주의
- 시크릿 (책)